# جانيت كولمان
جانيت كولمان (بالإنجليزية: Janet Coleman)‏ هي مؤرخة وفيلسوفة بريطانية، ولدت في 1945.